# Busa jezici
Busa jezici (privatni kod: busa) malena skupina nigersko-kongoanskih jezika koji čine dio uže skupine mande. 
Broj govornika iznosi oko 190.000. Govore se na području Nigerije i Benina, a predstavljaju je 5 jezika: boko [bqc] iz Benina (110,000, uključujući i 40.000 govornika u Nigeriji); ostali su iz Nigerije, bokobaru [bus] 30,000 (1997 R. Jones); busa [bqp] 40.000 (2005 R. Jones SIM; od toga 20.000 govornika je iz plemena Laaru, Lupa i Kambari); kyenga [tye], 5.000; shanga [sho], 5.000 (1995).

## Vanjske poveznice
- Ethnologue (14th)
- Ethnologue (15th)